# NGC 4866
NGC 4866 је лентикуларна галаксија у сазвежђу Девица која се налази на NGC листи објеката дубоког неба.
Деклинација објекта је + 14° 10' 17" а ректасцензија 12h 59m 27,0s. Привидна величина (магнитуда) објекта NGC 4866 износи 11,1 а фотографска магнитуда 12,0. Налази се на удаљености од 16,0000 милиона парсека од Сунца. NGC 4866 је још познат и под ознакама UGC 8102, MCG 2-33-45, CGCG 71-92, PGC 44600.